# 11259 Yingtungchen
11259 Yingtungchen è un asteroide della fascia principale. Scoperto nel 1978, presenta un'orbita caratterizzata da un semiasse maggiore pari a 2,6048986 UA e da un'eccentricità di 0,0083057, inclinata di 1,38760° rispetto all'eclittica.